# Associazione Calcio Andrea Doria 1937-1938
Questa voce raccoglie le informazioni riguardanti l'Associazione Calcio Andrea Doria nelle competizioni ufficiali della stagione 1937-1938.

## Rosa
| N. |                   | Ruolo | Calciatore          |
| -- | ----------------- | ----- | ------------------- |
|    | Italia (bandiera) | D     | Virgilio Baiardo    |
|    | Italia (bandiera) | C     | Alfredo Baldi       |
|    | Italia (bandiera) | C     | Dante Campanelli    |
|    | Italia (bandiera) |       | Pierino Cecchi      |
|    | Italia (bandiera) | C     | Fiore Cò            |
|    | Italia (bandiera) |       | Settimo Dellacasa   |
|    | Italia (bandiera) |       | Attilio Demicheli   |
|    | Italia (bandiera) | D     | Paolo Fassiolo      |
|    | Italia (bandiera) | A     | Rinaldo Gambaro     |
|    | Italia (bandiera) | A     | Amato Gastaldi      |
|    | Italia (bandiera) | D     | Francesco Giorgelli |
|    | Italia (bandiera) | C     | Bruno Gramaglia     |

| N. |                   | Ruolo | Calciatore         |
| -- | ----------------- | ----- | ------------------ |
|    | Italia (bandiera) | D     | Mario Grassi       |
|    | Italia (bandiera) | P     | Enrico Ivaldi      |
|    | Italia (bandiera) | D     | Rodolfo Landini    |
|    | Italia (bandiera) | C     | Giacomo Narizzano  |
|    | Italia (bandiera) |       | Adriano Nervi      |
|    | Italia (bandiera) |       | Ilario Parenti     |
|    | Italia (bandiera) | D     | Giuseppe Parodi    |
|    | Italia (bandiera) |       | Wulbran Santi      |
|    | Italia (bandiera) |       | Francesco Solimano |
|    | Italia (bandiera) | A     | Bruno Valesani     |
|    | Italia (bandiera) |       | Augusto Veronesi   |
|    | Italia (bandiera) |       | Attilio Zerbi      |